# Pietro Cerone
Pietro Cerone (1566-1625) va ser un teòric de la música i cantant italià de finals del Renaixement. És famós per un gran tractat de música que es va publicar el 1613, una obra molt útil per conèixer les pràctiques sobre la composició musical del segle xvi.

## Biografia
Cerone va néixer a Bergamo el 1566. Tot i ser italià, va passar la major part de la seva vida en territoris de domini espanyol, a Nàpols, Sardenya i, més tard, a Espanya; per això una part de la seva obra està escrita en castellà. Tot i així, en aquell temps era més habitual trobar músics espanyols que anessin a Itàlia que a l'inrevés. El 1603 va retornar a Nàpols, on va ser sacerdot i cantant fins a la seva mort, el 1625.

## Obra
Va ser a Nàpols on va escriure els seus dos tractats.
- Le regole più necessarie per l'introduzione del canto fermo, publicat el 1609. És el primer i està escrita en italià. És una obra didàctica i pràctica sobre el repertori de cant, que probablement utilitzava en la seva feina a l'església napolitana de l'Annunziata.
- El melopeo y maestro: tractado de música theorica y pratica; en què se pone por extenso; lo que uno para hazerse perfecto musico ha menester saber 1613. És un volum monumental sobre teoria de música, que constava de 22 volums, 849 capítols, i 1160 pàgines en l'espanyol original. Va ser força conegut, i un exemple el tenim en què el 1803 va ser satiritzat pel jesuïta valencià Antoni Eximeno, qui en feia una comparança amb les històries de cavalleria del Don Quixot. Altres escriptors dels segles xviii i xix l'han titllat de monstruós.[1] Tanmateix el tractat conté passatges que ajuden a entendre les pràctiques musicals del temps.

Cerone era musicalment conservador, i això indubtablement té relació amb el retard amb què l'estil barroc arribà a Espanya. En els seus escrits generalment era despectiu amb els compositors espanyols, i pròdig en l'elogi dels italians, la qual cosa pot explicar en part el tracte que rep per part dels crítics espanyols.
Coneix i parla dels anteriors tractats teòrics de Zarlino, Vicentino, Juan Bermudo i d'altres; descriu amb detall com pot un compositor pot aconseguir intensitat expressiva en escriure misses, motets, madrigals, frottolas, canzonettas, càntics, himnes, salms, lamentacions, ricercares, tientos, i altres formes musicals de l'època. El seu ideal compositiu era l'estil de Palestrina tot i que, curiosament, recomanava que les normes del contrapunt s'havien d'abandonar tan aviat com el compositor hagués après el seu ofici. Aquesta opinió sorprèn, ja que mai ha existit, ni tan sols en l'actualitat, un estil de composició tan rigorosament reglamentat com el modisme polifònic de Palestrina.
Mentre que el tractat mostra que posseïa una tècnica compositiva considerable, no ens ha arribat cap composició de Cerone ni es coneix que hagués publicat res.